# Grayan-et-l'Hôpital
Grayan-et-l'Hôpital è un comune francese di 1 193 abitanti situato nel dipartimento della Gironda nella regione della Nuova Aquitania.

## Storia
Località conosciuta dagli storici del medioevo per aver ospitato un Ospedale  dell'Ordine di San Giovanni di Gerusalemme. Questo Ospedale,  fondato nel 1128 dai signori de Lesparre, vicino a un monastero creato con i fondi di mercanti provenienti dall'Italia, fu il quarto costruito in Francia ed era situato nella via che conduceva all'Ospedale dei Templari di Vensac. Questa strada veniva chiamata "il cammino della regina" in onore di Eleonora d'Aquitania. Nei documenti dell'epoca Grayan-et-l'Hôpital veniva anche chiamata Grajane, Grayanne, Granarius in Granea e potrebbe quindi essere stata una terra collegata alla famiglia aquitana dei Graneti Granariorum (in loco Granariorum, in locum Grenoletum, in loco Granarius) imparentata con i Lusignano e probabilmente anche con il crociato Eustachius Granarius- Eustachio I de Grenier. Come testimonianza visiva di quest'antica costruzione rimane un'opera del barone de Marquessac, che nel 1864 disegnò la cappella romanica con un bassorilievo raffigurante la croce dei templari.

## Società

### Evoluzione demografica
Abitanti censiti